# Emotional Mugger
Emotional Mugger è l'ottavo album in studio del musicista statunitense Ty Segall, pubblicato nel 2016.

## Tracce
1. Squealer – 3:47
2. Californian Hills – 3:09
3. Emotional Mugger / Leopard Priestess – 5:21
4. Breakfast Eggs – 2:36
5. Diversion – 3:36
6. Baby Big Man (I Want a Mommy) – 2:44
7. Mandy Cream – 3:16
8. Candy Sam – 3:17
9. Squealer Two – 3:23
10. W.U.O.T.W.S. – 3:02
11. The Magazine – 3:57

## Formazione
- Ty Segall - voce, chitarra, tastiera, basso, batteria, percussioni
- Emmett Kelly - chitarra (1, 2, 4)
- Cory Hanson - tastiera (9)
- Mikal Cronin - basso (5), battimani (9)
- Dale Crover - batteria (5)
- Charles Moothart - batteria (7)
- Evan Burrows - batteria (11), cori (6)
- King Tuff - voce (7)
- The Lollipop Children - voce (8)
- Brit Manor - voce (9)